# Jenny Marx

Jenny von Westphalen um 1835. Gemälde von unbekannter Hand.

Johanna Bertha Julie Jenny Marx, geborene von Westphalen (* 12. Februar 1814 in Salzwedel; † 2. Dezember 1881 in London), war eine deutsche Sozialistin und die Ehefrau von Karl Marx.

## Leben

### Herkunft
Jenny von Westphalen war die Tochter des Landrats von Salzwedel, Ludwig von Westphalen, und seiner Frau Caroline von Westphalen, geborene Heubel (1780–1856). Ihr Großvater Philipp von Westphalen war der Geheim-Sekretär des Herzogs Ferdinand von Braunschweig und erhielt 1764 den Titel „Edler von Westphalen“.
Aus der ersten Ehe ihres Vaters stammten ihre Halbgeschwister Ferdinand von Westphalen (1850–1858 preußischer Innenminister), Louise von Westphalen (1800–1863), Carl von Westphalen (1803–1840) und Franziska von Westphalen (1807–1896). Ihre Geschwister waren Helena Laura Cecilia Charlotte Friderike von Westphalen (* 16. März 1817; † 3. April 1821) und Edgar von Westphalen.
Jenny wurde am 15. Februar 1814 im Haus der Familie von Westphalen in Salzwedel getauft.

### Trier
Im April 1816 wurde der Vater nach Trier versetzt, um dort als Regierungsrat bei der Bezirksregierung zu wirken. In Trier wohnte die Familie von Westphalen im Haus Nr. 389 (heute Neustraße 83). Am 3. April 1821 starb ihre Schwester Laura an „Stickhusten und Scharlachfiber“, sie wurde am 5. April in Trier beerdigt. Später benannte Jenny ihre zweite Tochter nach ihrer Schwester.
Am 30. März 1828 wurde sie in der Dreifaltigkeitskirche in Trier konfirmiert. 1831 warb der Sekondeleutnant Karl von Pannewitz (1803–1856) um Jenny, sie aber lehnte eine Verlobung ab. Zu ihrem 18. Geburtstag 1832 bekam sie von ihrem Vater 100 Reichstaler für eine Reise nach Paris oder in die Schweiz geschenkt.
Nachdem Marx seine beiden Bonner Studiensemester absolviert hatte, verlobte er sich im Sommer 1836 in Trier „heimlich“ mit Jenny von Westphalen. Als erste wussten seine Schwester Sophia und sein Vater davon. Marx schickte Jenny Gedichte („Buch der Liebe. Erster Theil“, „Buch der Liebe. Zweiter Theil“, „Buch der Lieder“ und „Volkslieder“). Die Verlobungszeit dauerte sieben Jahre.
Am 2. August 1837 weilte Prinzessin Marie, die Gattin des Prinzen Karl von Preußen, in Trier. Ein Komitee veranstaltete „einen Ball“, um die Prinzessin „zu verherrlichen“. Jenny war mit ihren Eltern und ihrem Halbbruder anwesend. Noch 1863 erinnerte Karl Marx seine Frau:

„Liebe gute Herzensjenny, […] Ich bin täglich zum alten Westphalschen Hause gewallfahrt (in der Römerstraße), das mich mehr interessiert hat als alle römischen Altertümer, weil es mich an die glücklichste Jugendzeit erinnert und meinen besten Schatz barg. Außerdem fragt man mich täglich, links und rechts, nach dem quondam ‚schönsten Mädchen von Trier‘ und der ‚Ballkönigin‘. Es ist verdammt angenehm für einen Mann, wenn seine Frau in der Phantasie einer ganzen Stadt so als ‚verwunschene Prinzessin‘ fortlebt.“

1838 reiste sie gemeinsam mit ihrem Halbbruder Carl zur Kur nach Niederbronn im Elsass. Carl starb am 8. März 1840. Sein Tod erschütterte die Familie. Im September 1841 wurde Jenny Patin von Anna Elisabeth Charlotte Jenny von Westphalen, der Tochter von Ferdinand und Louise Mathilde Cassot von Florencourt.

### Trauung in Kreuznach

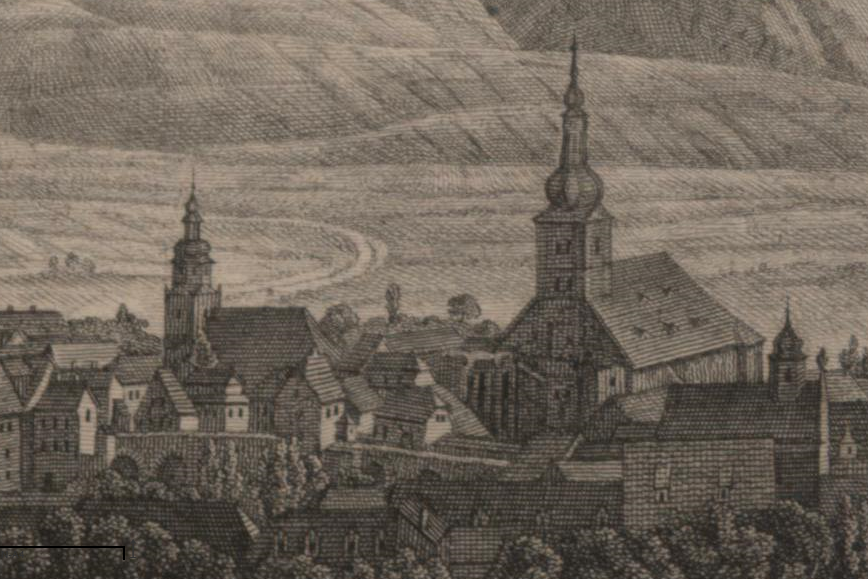
In der Wilhelmskirche fand die Trauung statt.

Am 3. März 1842 verstarb ihr Vater Ludwig von Westphalen. Kurz danach verzog ihre Mutter mit Jenny nach Kreuznach.
Am 28. Januar 1843 gab Marx’ Mutter Henriette ihre notarielle Einwilligung zur Hochzeit. Die Aufgebote in Trier, Bonn, Köln und Kreuznach wurden am 4. und 11. Juni gestellt. Am 12. Juni wurde ein Ehevertrag geschlossen, der künftige Gütergemeinschaft vorsah, und am 19. Juni 1843 wurde die zivile Trauung von Oberbürgermeister Franz Buss vorgenommen. Am gleichen Tag wurden sie kirchlich in Kreuznach von Pastor Johann Wilhelm Schneegans getraut. Die Trauung zeigten beide in Zeitungsanzeigen in Kreuznach und Trier an, was damals noch ungewöhnlich war.
Ende Juli 1843 traf Arnold Ruge zu Gesprächen über die Deutsch-Französischen Jahrbücher in Kreuznach ein. Er fand, dass Jenny „sehr eingeweiht in die neue Philosophie“ war. Die Hochzeitsreise führte das Paar zur Burg Ebernburg und nach Bingen, anschließend nach Baden-Baden.

### Paris
Anfang Oktober 1843 trafen Jenny und Karl Marx in Paris ein. Hier lernten sie jetzt auch Arnold Ruges Frau Agnes Wilhelmine kennen, ebenso Georg und Emma Herwegh, German Mäurer, Michail Bakunin, Karl Ludwig Bernays, Moses Heß und seine Frau Sybille sowie Heinrich Heine, der auch mit Jenny korrespondierte.
Am 1. Mai wurde ihre Tochter Jenny Caroline in Paris geboren. Ende Mai reiste Jenny mit ihrer Tochter Jenny zu ihrer Mutter Caroline nach Trier. Dort blieb sie bis Anfang September. In Trier traf sie mit Karls Schwester Sophia und deren Tochter Henriette zusammen. Sie erlebte die Hochzeit der todkranken Schwester Karls, Henriette Marx, und den „Humbug mit dem heiligen Rocke“ in Trier. Mit der Amme „Gretchen aus Barbeln“ kehrte sie nach Paris zurück, nachdem Friedrich Engels dort mit Marx für zehn Tage zusammengekommen war, um Die heilige Familie zu schreiben.
Das Attentat von Heinrich Ludwig Tschech auf König Friedrich Wilhelm IV. vom 26. Juli 1844 kommentierte Jenny so:

„Ich erhielt Deinen Brief gerade in dem Moment, als alle Glocken läuteten, Geschütze feuerten und die fromme Schaar in die Tempel wallte, dem himmlischen Herrn ein Halleluja zu bringen, daß er den irdischen Herrn so wundersam gerettet. Du kannst Dir denken, mit welch eigener Empfindung ich während der Feier die Heine’schen Lieder las, und auch mein Hosannah mit anstimmte. Hat denn auch Dein Preußenherz vor Entsetzen gebebt bei der Kunde jenes Frevels, jenes unerhörten, undenkbaren Frevels? O! über die verlorene Jungfernschaft, die verlorene Ehre! Das sind so die preußischen Stichwörter. Als ich das kleine grüne Heupferd, den Cavalleriehauptmann X. von verlorener Jungfrauschaft declamiren hörte, glaubte ich nicht anderes, als meine er meine heilige unbefleckte Jungferschaft der Mutter Maria, denn das ist doch einmal die officiell constatirte – aber von der Jungfernschaft des preußischen Staats! Nein davon hatte ich längst das Bewußtsein verloren.“

Am 25. Januar 1845 erhielt Marx den Ausweisungsbefehl. Er und damit auch seine Frau und seine Tochter mussten Paris verlassen. Marx reiste am 1. Februar 1845 mit Heinrich Bürgers nach Brüssel. Jenny musste ihren Haushalt auflösen. Sie vermutete, dass Alexander von Humboldt im Auftrag der preußischen Regierung die Ausweisung „eingefädelt“ hätte. Dieser Meinung war Friedrich Engels noch 1881. Humboldt hatte aber nachweislich mit der Ausweisung nichts zu tun.

### Brüssel

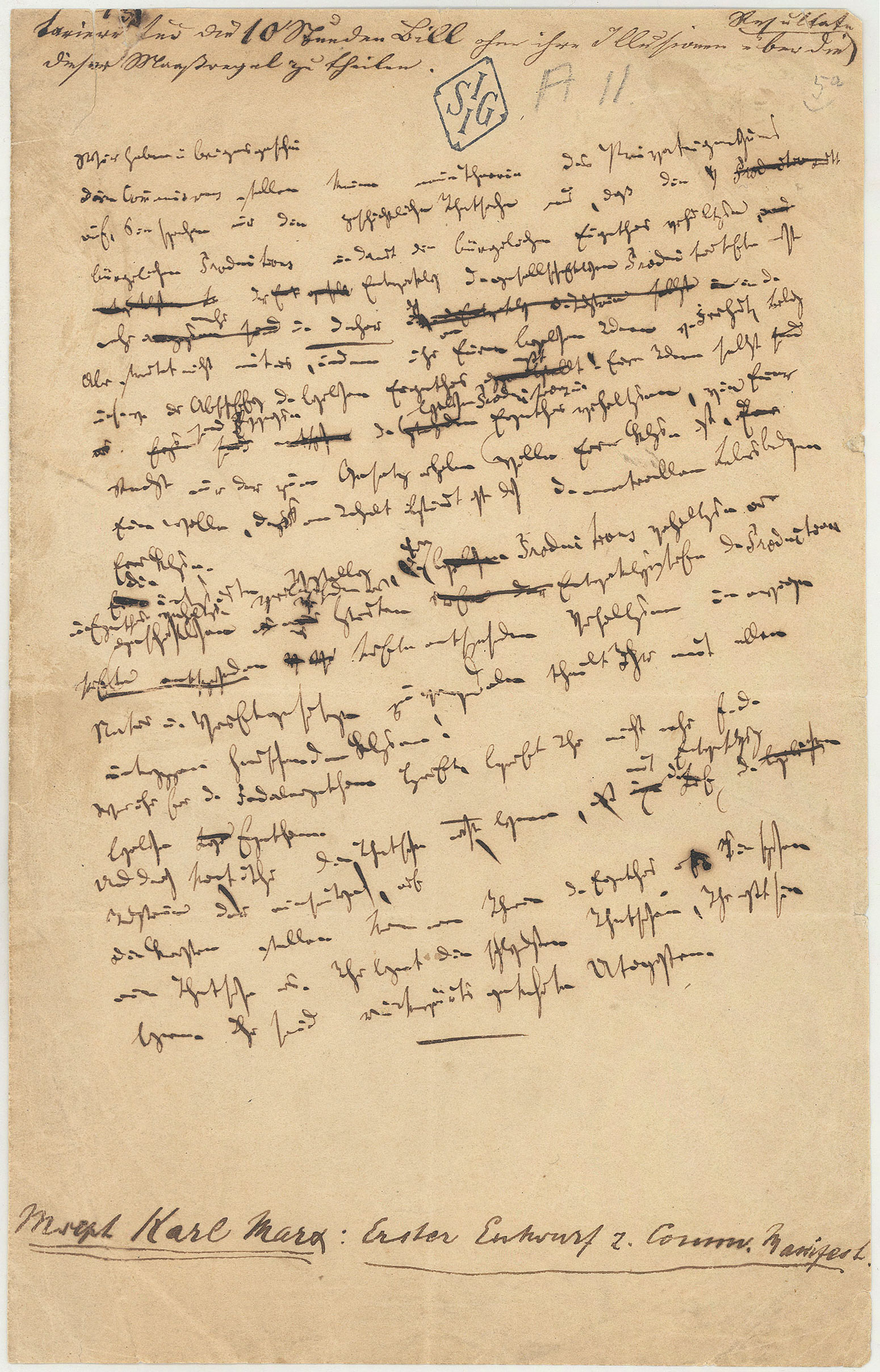
Einzige erhaltene Seite des Manifests der Kommunistischen Partei in der Handschrift von Jenny Marx und Karl Marx

In Brüssel wurde ihre Tochter Jenny Laura am 26. September 1845 geboren.
Sie lernte Friedrich Engels kennen, der Anfang April 1845 dorthin gekommen war und seit dem 26. August 1845 im Nebenhaus (Rue de l’Alliance 7) wohnte. Außerdem lernte sie in Brüssel auch Wilhelm Wolff, Ferdinand Wolff, Georg Weerth, Stephan Born, Carl Wallau und andere kennen.
Helena Demuth wurde ihr von ihrer Mutter Caroline von Westphalen im September 1846 geschickt. Helena Demuth führte von da an den Haushalt der Familie Marx.
Jenny Marx nahm am Neujahrsfest des Deutschen Arbeiterbildungsvereins am 31. Januar 1847 teil. In einem Zeitungsbericht der Deutschen-Brüsseler-Zeitung wurde darauf hingewiesen, dass nach dem Bankett „eine dramatische Vorstellung, worin Frau Dr. Marx ihr geniales Deklamationstalent entwickelte“, stattfand. Nur drei Tage später wurde am 3. Februar 1847 Charles Louis Henri Edgar Marx geboren, der „Musch“ genannt und in der ersten Zeit von einer Amme namens Devalek betreut wurde.
Im Februar 1848 schrieb Jenny als Marx’ Sekretärin einen Teil des Manuskripts des Manifests der Kommunistischen Partei. Am 4. März 1848 morgens um 3 Uhr wurde sie, nachdem Karl Marx schon eine Stunde vorher verhaftet worden war, vor ihrer Haustür festgenommen. Nach 18-stündiger Haft wurde sie aus Belgien ausgewiesen.

„In furchtbarer Angst eile ich ihm nach, suche Männer von Einfluß auf, um zu erfahren, was der Plan ist. […] Da plötzlich faßt mich eine Wache, nimmt mich gefangen und wirft mich in ein dunkles Gefängnis. Es war dies der Ort, an welchem man obdachlose Bettler, heimatlose Wandrer, unglückliche, verlorene Frauen unterbringt. Man stößt mich in ein dunkles Gemach. Schluchzend trete ich ein, da bietet mir eine unglückliche Leidensgefährtin ihr Lager an. Es war eine harte Holzpritsche. Ich sinke aufs Lager nieder. […] Nach einem 2stündigen Verhör, in welchem man wenig von mir herausbrachte, ward ich unter Gendarmenbegleitung zu einem Wagen geleitet und kam so gegen Abend bei meinen armen kleinen 3 Kindern an.“

### Paris und Köln
Jenny reiste am 6. April gemeinsam mit Stephan Born und ihren drei Kindern nach Paris, da Marx bereits am 3. April aus Belgien ausgewiesen worden war. Mitte April verließ sie Paris und reiste zuerst nach Trier zu ihrer Mutter. Im Juni 1848 traf sie in Köln ein, wo die Familie Marx von da an in der Cäcilienstraße 7 wohnte. Hier gab Marx die Neue Rheinische Zeitung heraus. Jenny lernte hier u. a. Ferdinand Lassalle und Ernst Dronke kennen und hatte Kontakt mit dem ehemaligen Vormund von Karl Marx und Abgeordneten der Preußischen Nationalversammlung Johann Heinrich Schlink. Anfang Januar 1849 besuchte sie mit ihrem Mann Gottfried und Johanna Kinkel in Bonn. Jenny bemühte sich, ihren in Brüssel zurückgelassenen Hausstand wiederzuerlangen. Nachdem die Zeitung am 18. Mai 1849 ihr Erscheinen eingestellt hatte und Karl Marx als Staatenloser ausgewiesen worden war, verkaufte Jenny sämtliche Möbel und brachte ihre Silbersachen ins Pfandhaus.
Am 7. Juli 1849 traf sie mit ihren Kindern wieder in Paris ein.

„Du kannst Dir denken welche Bangigkeit mich ergriff als ich vom Pariser Aufstand hörte und wie selbst die dort furchtbar wüthende Cholera mich in steter Sorge gefangen hielt. Zu dem Allen nun noch die schweren allgemeinen Leiden und Niederlagen die auf unsrer Partei lasten, die schwierige Lage in die fast Alle, die für das Prinzip der neuen Welt kämpfen, momenthan gerathen sind.“

„Ich selbst ging mit den 3 Kleinen über Bingen, wo wir Heinzen und seine schöne Frau, eine ehemalige Schauspielerin, trafen und 8 Tage verweilten, nach meiner alten teuren Heimat in die Arme der geliebten Mutter. […] Karl ging […] nach Paris, wo kurze Zeit darauf die Ledru-Rollinsche Affäre des 13. Juni den kurzen Revolutionstraum schloß. Die Reaktion trat in ihrer wildesten Gestalt allüberall auf.“

### Im Londoner Exil
Da Marx wieder aus Frankreich ausgewiesen wurde, folgte Jenny ihm mit Helena Demuth und den Kindern nach London, wo sie am 24. August 1849 ankamen. Am 5. November 1849 wurde Henry Edward Guy Marx geboren. Sein Spitzname war „Föxchen“, weil er mit dem dritten Vornamen Guy nach Guy Fawkes benannt wurde, der am 5. November 1605 den Gunpowder Plot ausgeübt hatte. Henry starb am 19. November 1850. Im März 1851 wurde Jenny Eveline Francis Marx geboren, genannt Franziska. Sie starb am 24. April 1852.
Am 23. Juni 1851 wurde Henry Frederick Demuth als unehelicher Sohn von Helena Demuth in der Wohnung „28 Dean Street Soho“ geboren. Während eine Reihe von Historikern ihn für einen illegitimen Sohn von Karl Marx hält, listet Terrell Carver eine Reihe von Argumenten auf, die das in Zweifel ziehen. Jenny Marx bemühte sich im Oktober 1851 um eine Amme für Henry Frederick Demuth bei der Familie Devalek in Brüssel, die auch ihren Sohn Edgar 1847 versorgt hatte.
Im Februar 1852 wird ein Brief von Jenny an Amalie Daniels, die Frau des im Kölner Kommunistenprozess angeklagten Dr. med. Roland Daniels, von der Polizei abgefangen, am 26. Oktober 1852 wird er im Prozess als Beweisstück der Anklage angeführt. Über ihren Beitrag zur Verteidigung der Kölner Angeklagten informierte sie in Briefen an Adolf Cluß.
Für Marx’ Mitarbeit an der New York Daily Tribune schrieb Jenny nicht nur seine Korrespondenzen ab, damit die Redakteure seine Artikel lesen und drucken konnten – bekannt ist die schwer leserliche Handschrift von Karl Marx –, sie führte auch ab dem 28. Januar 1853 ein Notizbuch, in dem sie die Themen der Artikel und ihr Absendedatum verzeichnete. Gelegentlich korrespondierte sie auch mit dem Redakteur der Tribune Charles Anderson Dana. Da Marx zunächst nicht über die gedruckten Exemplare der Zeitung verfügte, konnte er so in regelmäßigen Abständen einen Wechsel auf die Zeitung ziehen, der der Familie Marx die nötigen Einkünfte sicherte. Die Wechsel diskontierte Ferdinand Freiligrath, der in London bei der „General Bank of Switzerland (Crédit International Mobilier et Foncier) London Agency“ beschäftigt und mit der Marxschen Familie in den 1850er-Jahren eng befreundet war.
Am 16. Januar 1855 wurde Jenny Julia Eleanor Marx geboren.

“My dear Mumchen this is written by your son himself he [gives] you hundred kisses.”

Am 6. April 1855 starb Edgar Marx in den Armen seines Vaters.
Am 22. Mai 1856 reiste Jenny mit ihren Kindern nach Trier, um ihre Mutter zu besuchen. Am 23. Juli verstarb ihre Mutter Caroline von Westphalen. Jenny regelte die Erbschaft. Das Erbe bestand aus 634 Reichstalern und 18 Silbergroschen, die auf Jenny und ihren Bruder Edgar entfielen. Im gleichen Jahr erbte sie 97 Pfund Sterling und 6 Schilling, damit konnte die Familie ein schönes Haus in Hampstead Heath mieten. Am 6. Juli 1857 gebar Jenny ein weiteres Kind, das aber nur wenige Stunden lebte.

Jenny Marx, Fotografie 1864

Im Frühjahr 1859 schrieb sie das Manuskript von Marx’ Schrift Zur Kritik der politischen Ökonomie ab und 1860 das vollständige Druckmanuskript von Marx’ Herr Vogt. Im November 1860 erkrankte sie, es waren die Pocken. Die Kinder wurden von Wilhelm Liebknecht und seiner Frau Ernestine, geborene Landolt, bis Weihnachten 1860 betreut. Jenny Marx hatte ein herzliches Verhältnis zu ihr. Erst nach der Veröffentlichung des ersten Bandes von Das Kapital im Jahr 1867 besserte sich die finanzielle Situation der Familie Marx.
Während des Aufstandes der Pariser Kommune 1871 schrieb Jenny Marx:

„Sie können nicht ahnen, wie mein Mann, die Mädchen und wir alle durch die französischen Geschichten gelitten haben. Erst der entsetzliche Krieg und nun noch die viel schrecklichere zweite Belagerung von Paris. Der Tod von Flourens, dem Bravsten der Braven, hat uns alle tief ergriffen und nun der verzweifelte Kampf der Kommune, an dem alle unsere ältesten und besten Freunde teilnehmen. Der Mangel an militärischer Führungen, das ganz natürliche Mißtrauen gegen alles was ‚Militär‘ ist, das zudringliche Einmischen der Journalisten, der Phrasenhelden wie Félix Pyat, die daraus notwendig entstehenden Zwistigkeiten, Unentschiedenheit und widerspruchsvolle Aktion – alle diese Übel, unvermeidlich in einer so kühnen jugendlichen Bewegung –, wären sicher von dem Kern tüchtiger, aufopferungsfähiger, selbstbewußter Arbeiter überwunden worden, aber jetzt, glaube ich, ist alle Hoffnung verloren, seit Bismarck sich durch deutsches Geld bezaahlt macht, den französischen Ordnungskanaillen, von denen jeder einzelne ein infames bürgerliches Verbrechen repräsentiert, nicht allein alle Gefangenen, sondern alle Festungswerke ausliefert. Eine zweite Junischlacht ist vor uns […]“

Im September 1872 nahm Jenny Marx als Zuhörerin am Haager Kongress der Internationalen Arbeiterassoziation teil. Schon 1864 hatte sie eine Druckvorlage von Marx’ „Inauguraladresse“ geschrieben.
Durch die Vermittlung von Carl Hirsch konnte Jenny Marx fünf Artikel über das Londoner Theaterleben und über die besondere Shakespeare-Verehrung im Hause Marx in der Frankfurter Zeitung veröffentlichen. Ähnliche Korrespondenzen von ihr erschienen in der von Ferdinand Fleckles geleiteten Wiener Zeitschrift Der Sprudel. 1877 besuchte sie zum letzten Mal ihre Heimat anlässlich einer Kur gemeinsam mit ihrem Mann Karl und ihrer Tochter Eleanor. Vom 11. August 1877 bis Ende September 1877 weilte sie in Bad Neuenahr. Bei der Rückreise nach London besuchte sie ihre Freundin Bertha Augusti in Koblenz.

### Tod
1880 wurde bei Jenny Krebs diagnostiziert. Ihr letzter behandelnder Arzt war Horatio Bryan Donkin. Im Alter von 67 Jahren starb sie nach langem Leiden am 2. Dezember 1881 in London. Laura Lafargue meldete ihren Tod am selben Tag standesamtlich. Jenny Marx wurde am 5. Dezember 1881 in ungeweihter Erde, da sie Atheistin war, auf dem Highgate Cemetery in London begraben. Friedrich Engels hielt die Trauerrede.

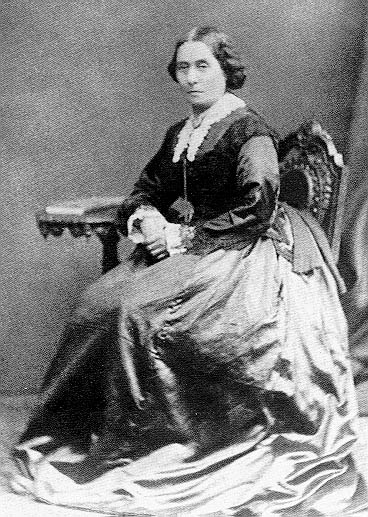
Jenny Marx vor ihrem Tod (um 1880)

Der Arzt verbot Karl Marx die Teilnahme an der Beerdigung. Zum Tod seiner Frau kondolierten ihm Sybille Heß (die Witwe von Moses Heß), der Kommunarde Leo Frankel, der Freund Wilhelm Liebknecht, der alte Kommunist Friedrich Leßner, die Schriftstellerin Minna Kautsky, der Vorstand des Londoner Kommunistischen Arbeiter-Bildungsvereins, Amalie Daniels (die Witwe des Freundes Roland Daniels), der Abgeordnete August Bebel, Marx’ Schwestern Emilie Conradi und Sophia Schmalhausen, seine Nichte Caroline Schmalhausen, sein Schwager Edgar von Westphalen und andere.

„Die Kondolenzbriefe, die ich von fern und nah und von Personen so verschiedner Nationalität, Berufs, etc. etc. empfange, sind alle in Schätzung von Möhmchen von einem Geist der Wahrheit und einer tiefen Empfindung beseelt, wie das selten in solchen, meist nur konventionellen Kundtuungen. Ich erkläre das daraus, daß alles an ihr natürlich und wahr, unbefangen, nichts Gemachtes war; daher auch der Eindruck auf dritte Personen lebendig, lichtvoll; es schreibt sogar die Frau Heß: ‚in ihr hat die Natur ihr eignes Meisterstück zerstört, denn in meinem ganzen Leben ist mir keine so geist- und liebevolle Frau begegnet‘.“

1883 starb Karl Marx. Auf der Grabplatte des Familiengrabes lautete die Inschrift: „Jenny von Westphalen / The beloved wife of / Karl Marx / Born February 12. 1814 / Died December 2. 1881 / And Karl Marx / Born May 5. 1818, died March 14. 1883 / And Harry Longuet / Their grandson / Born July 4. 1878, died March 20. 1883 / And Helene Demuth / Born January 1. 1823, died November 4. 1890“ 1954 wurde das Grab umgebettet und mit der Urne der Tochter Eleanor, die 1898 gestorben war, vereinigt. 1956 wurde schließlich ein Grabmal mit einer großen Büste von Karl Marx errichtet. Der Text auf der darin eingelassenen Gedenktafel beginnt wie ehedem und führt zusätzlich Eleanor auf.

## Nachkommen

### Kinder

Jenny Caroline (1865)
Jenny Laura (1863)
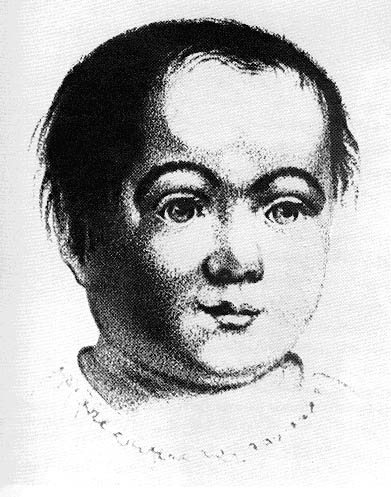
Edgar Marx
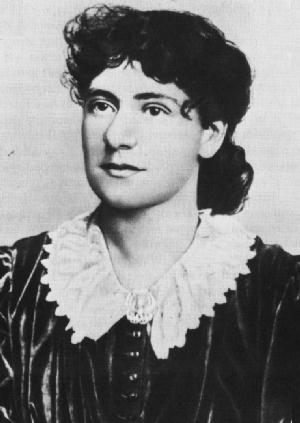
Eleanor (1888)

Das Ehepaar Marx hatte sieben Kinder. Nur drei Töchter erreichten das Erwachsenenalter. Der erste Sohn starb achtjährig, der zweite Sohn und eine Tochter starben kurz nach dem ersten Geburtstag. Ein siebtes Kind starb am Tag der Geburt.
- Jenny Caroline (1844–1883)
- Jenny Laura (1845–1911)
- Charles Louis Henri Edgar, genannt „Cornel Musch“ (3. Februar 1847[107] – 6. April 1855)
- Heinrich Edward Guy, genannt Guido oder „Föxchen“ (5. November 1849 – 19. November 1850)[108]
- Jenny Eveline Francis, genannt Franziska (28. März 1851 – 14. April 1852)[108]
- Jenny Julia Eleanor, genannt „Tussy“ (1855–1898)
- unbenannt, da es nur wenige Stunden am 6. Juli 1857 lebte.

### Schwiegersöhne und Enkelkinder

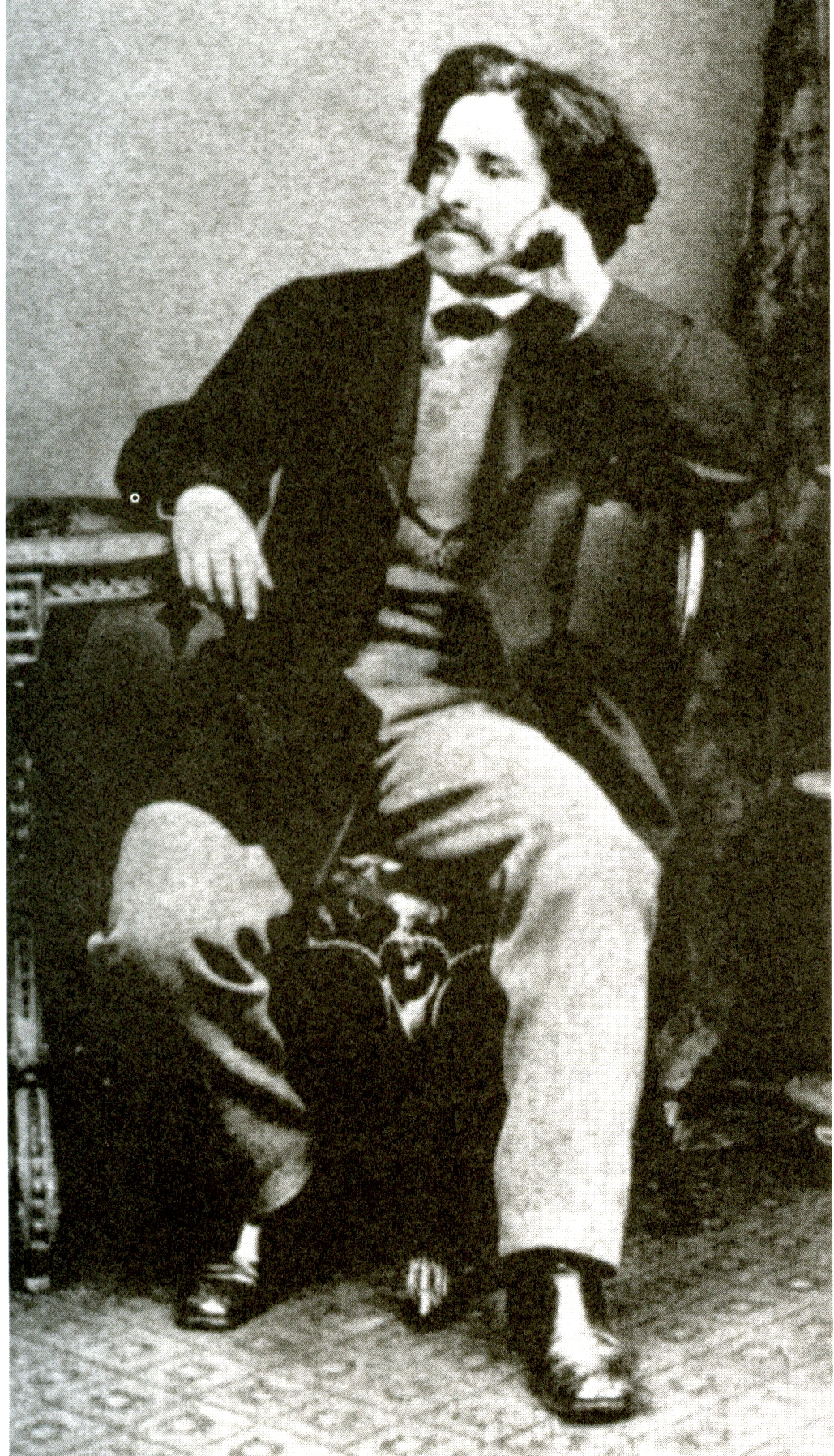
Schwiegersohn Paul Lafargue (1869)
Enkel Charles Étienne Lafargue (1871)[109]
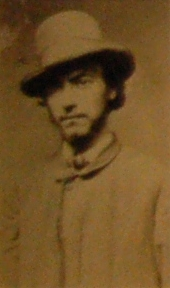
Schwiegersohn Charles Longuet (1871)
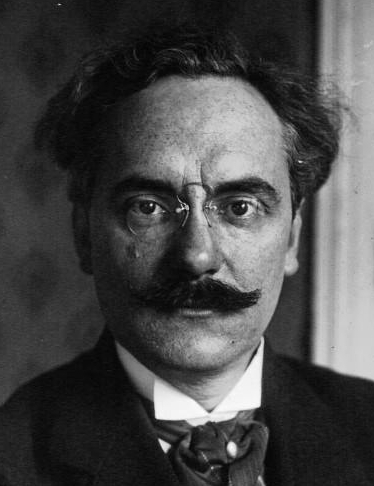
Enkel Jean Longuet (1918)

Am 26. September 1866 verlobte sich Jenny Laura mit Paul Lafargue. Die beiden heirateten am 2. April 1868 in London. Ihre drei Kinder starben alle jung:
- Charles-Étienne Lafargue, genannt „Schnaps“, „Fouchtra“, „Toole II“ und „Flamingo“ (* 1. Januar 1869 in London; † Mai 1872 in Madrid)[111]
- Jenny Lafargue (* 1. Januar 1870 in Paris; † Ende Februar 1870 ebenda)
- Marc Laurent Lafargue (* September 1870 in Bordeaux; † 26. August 1871)[112]

Jenny Caroline heiratete am 10. Oktober 1872 Charles Félix César Longuet in London. Aus der Ehe gingen sechs Kinder hervor:
- Charles Félicien Longuet, genannt „Caro“ (* 2. September 1873 in London; † 20. Juli 1874 ebenda)[113]
- Jean-Laurent-Frederick Longuet, genannt „Johnny“ (* 10. Mai 1876 in London; † 11. September 1938 in Aix-les-Bains)[114]
- Henri Longuet, genannt „Harry“ (* 4. August 1878 in London; † 20. März 1883 ebenda)[115]
- Edgar Marcel Longuet, genannt „Wolf“ (* 18. August 1879 in Ramsgate; † 21. Dezember 1950 in Alfortville)[116]
- Marcel Longuet (* April 1881 in Argenteuil; † 1949)
- Jenny Longuet, genannt „Mémé“ (* 16. September 1882 in Argenteuil; † 1952)[117]

## Nachleben

### Erinnerungen an Jenny Marx
„Was eine solche Frau, mit so scharfem, kritischem Verstand, mit solchem politischen Takt, mit solcher Energie und Leidenschaft des Charakters, mit solcher Hingebung für ihre Kampfgenossen, in der Bewegung während fast vierzig Jahren geleistet, das hat sich nicht an die Oeffentlichkeit vorgedrängt, das steht nicht in den Annalen der zeitgenössischen Presse verzeichnet. Das muß man selbst miterlebt haben. Aber das weiß ich: wenn die Frauen der Communeflüchtlinge ihrer noch oft gedenken werden, so werden wir Andern noch oft genug ihren kühnen und klugen Rath vermissen – kühn ohne Prahlerei, klug ohne der Ehre je etwas zu vergeben.“

„Den einzigen Sonntag, den wir damals in London zubrachten, waren wir sämtlich zu Marx zu Tisch geladen. Frau Jenny Marx hatte ich bereits kennengelernt, sie war eine vornehme Erscheinung, die sofort meine Sympathie gewann, die ihre Gäste in der scharmantesten und liebenswürdigsten Weise zu unterhalten verstand.“

„Es ist keine Übertreibung, wenn ich sage, ohne Jenny von Westphalen hätte Karl Marx niemals der sein können, der er war. Beide paßten vollkommen zusammen und ergänzten sich. […] Und ich glaube mitunter, daß ein Band fast so stark wie ihre Hingabe an die Sache der Arbeiter sie zusammenband – ihr unerschöpflicher, unverwüstlicher Humor.“

„Lenchen hatte die Diktatur im Hause, Frau Marx die Herrschaft.“

### Ehrungen

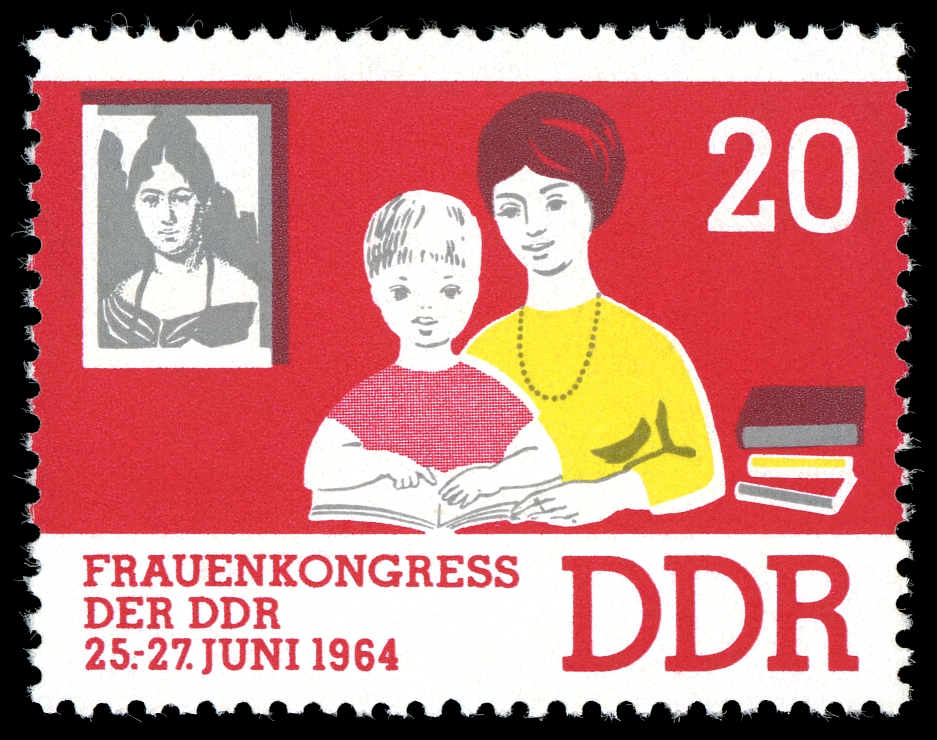
Bildnis von Jenny Marx auf einer Sonderbriefmarke der DDR zum Frauenkongress 1964

- Jenny Marx’ Geburtshaus in Salzwedel steht noch. Es wird „Jenny-Marx-Haus“ genannt und diente nach 1969 als Museum. Seit mehreren Jahren wird es als Musikschule und für wechselnde Ausstellungen zur zeitgenössischen Kunst und zur Zeitgeschichte genutzt. Außerdem befindet sich dort der Memorialkomplex Jenny Marx. Im Garten des Hauses ist eine Bronzeplastik Jenny des Bildhauers Heinrich Apel aus dem Jahr 1981 aufgestellt.
- Am Wohnhaus der Familie von Westphalen in Trier, Neustraße 83, wurde 1982 eine Plakette zu Ehren von Jenny Marx angebracht. Sie zeigte aber ein Bildnis von Gertrud Kugelmann. Im Dezember 2008 wurde eine neue Gedenkplakette des Trierer Bildhauers Franz Schönberger angebracht. Sie trägt die Inschrift „Jenny von Westphalen / 1814–1881 / Ehefrau von Karl Marx / Elternhaus“.[122]
- Die Sektion der Rosa-Luxemburg-Stiftung in Rheinland-Pfalz nennt sich nach ihr Jenny-Marx-Gesellschaft für politische Bildung Rheinland-Pfalz e. V.
- In Trier (Petrisberg), Salzwedel, Ihleburg, Eberswalde und Teutschenthal sind Straßen nach ihr benannt.
- Anlässlich ihres 200. Geburtstages am 12. Februar 2014 wurde ein Regionalbahnzug der Deutschen Bahn nach Jenny Marx benannt.[123]

## Schriften und Briefe

### Veröffentlichungen von Jenny Marx
- Aus dem Briefe einer deutschen Dame. In: Vorwärts. Paris, Nr. 64 vom 10. August 1844.[124]
- Ernest Charles Jones: Erklärung gegen Karl Heinzen. Übersetzt von Jenny Marx. Um den 4. März 1852.[125]
- Jenny Marx: Zeichen der Zeit. In: Philadelphier Demokrat. Philadelphia, 1. Dezember 1852.[126]
- Kurze Umrisse eines bewegten Lebens. In: Mohr und General. Erinnerungen an Marx und Engels. Berlin 1964; 5. Auflage ebenda 1983, S. 184–213 (2. Auflage 1965, S. 204–236).
- Aus einem Brief von Jenny Marx an Johann Philipp Becker vom 29. Januar 1866. In: Der Vorbote. Nr. 2, Februar 1866.[127]
- Frau Marx über Gustave Flourens. In: Der Volksstaat. Nr. 31 vom 15. April 1871.[128]
- Aus der Londoner Theaterwelt. In: Frankfurter Zeitung und Handelsblatt. Frankfurt am Main, Nr. 328 vom 21. November 1875.[129]
- Londoner Saison. In: Frankfurter Zeitung und Handelsblatt. Frankfurt am Main, Nr. 95 vom 4. April 1876.[130]
- Englische Shakespeare-Studien. In: Frankfurter Zeitung und Handelsblatt. Frankfurt am Main, Nr. 3 vom 3. Januar 1877.[131]
- Shakespeares „Richard III“ im Londoner Lyceum-Theater. In: Frankfurter Zeitung und Handelsblatt. Frankfurt am Main, Nr. 39 vom 8. Februar 1877.[132]
- Vom Londoner Theater. In: Frankfurter Zeitung und Handelsblatt. Frankfurt am Main, Nr. 145 vom 25. Mai 1877.[133]
- Die hervorragendesten Persönlichkeiten der englischen Salonwelt. In: Der Sprudel. Allgemeines deutsches Bade-Journal. Wien, IX. Jg., Nr. 3 vom 18. Mai 1879.[134]
- Irving at home. In: Der Sprudel. Allgemeines deutsches Bade-Journal. Wien, IX. Jg., Nr. 7 vom 23. Juni 1879.[135]

### Briefe
Von und an Jenny Marx sind mehr als 320 Briefe überliefert.
- Briefe und Auszüge aus Briefen von Joh. Phil. Becker, Jos. Dietzgen, Friedrich Engels, Karl Marx u. A. an F. A. Sorge und Andere. J. H. W. Dietz Nachfolger, Stuttgart 1906.
- Gustav Mayer (Hrsg.): Der Briefwechsel zwischen Lassalle und Marx. Nebst Briefen von Friedrich Engels und Jenny Marx an Lassalle und von Karl Marx an Gräfin Sophie Hatzfeldt. Deutsche Verlags-Anstalt, Julius Springer, Stuttgart/Berlin 1922.
- Bert Andréas: Briefe und Dokumente der Familie Marx aus den Jahren 1862–1873 nebst zwei unbekannten Aufsätzen von Friedrich Engels. In: Archiv für Sozialgeschichte. 2. Band. Verlag für Literatur und Zeitgeschehen, Hannover 1962.
- Georg Eckert (Hrsg.): Wilhelm Liebknecht. Briefwechsel mit Karl Marx und Friedrich Engels. Mouton & Co., The Hague 1963. (Quellen und Untersuchungen zur Geschichte der deutschen und österreichischen Arbeiterbewegung. Band 5. International Instituut voor Sociale Geschiedenis, Amsterdam.)
- Familie Marx in Briefen. Hrsg. von Manfred Müller. Dietz Verlag, Berlin 1966.
- Jürgen Reetz: Vier Briefe von Jenny Marx aus den Jahren 1856–1860. Trier 1970. (Schriften aus dem Karl-Marx-Haus. Heft 3.)
- Heinrich Gemkow: Neu aufgefundene Briefe von Karl und Jenny Marx. In: Beiträge zur Geschichte der Arbeiterbewegung. Berlin 1976, Heft 6, S. 1014–1029.
- Fritz Böttger (Hrsg.): Frauen im Aufbruch. Frauenbriefe aus dem Vormärz und der Revolution von 1848. Verlag der Nation, Berlin 1977.
- Die Töchter von Karl Marx. Unveröffentlichte Briefe. Aus dem Französischen und dem Englischen von Karin Kersten und Jutta Prasse. Ediert von Olga Meier. Kiepenheuer & Witsch, Köln 1981, ISBN 3-462-01432-3.
- Perepiska Karla Marksa, Fridricha Ėngel’sa i členov sem’i Marksa 1835–1871 gg. [Briefwechsel von Karl Marx und Friedrich Engels mit Marx’ Familienangehörigen – Переписка Карла Маркса, Фридриха Энгельса и членов семьи Маркса 1835–1871 гг.] Moskva 1983.
- Jenny Marx. Ein bewegtes Leben. Zusammengestellt und eingeleitet von Renate Schack. Illustrationen von Erika Baarmann. Dietz Verlag, Berlin 1989, ISBN 3-320-01024-7. Bisher umfangreichste Sammlung von Artikeln und einem Großteil der Briefe.
- „Sie können sich denken, wie mir oft zu Muthe war…“ Jenny Marx in Briefen an eine vertraute Freundin. Hrsg. von Wolfgang Schröder. Verlag für die Frau, Leipzig 1989, ISBN 3-7304-0233-1.[136]
- Heinz Monz: Zwei Briefe aus Niederbronn (Elsaß). Berichte der Jenny von Westphalen aus dem Jahre 1838 an Karl Marx in Berlin und ihre Mutter Caroline von Westphalen in Trier. In: Kurtrierisches Jahrbuch. Trier, 30. Jg., 1990, S. 237–252.
- Jan Gielkens: Zehn Briefe von Lion, Nanette und August Philips an Karl Marx, Jenny Marx und Jenny Marx jr., 1861–1868. In: Die Rezeption der Marxschen Theorie in den Niederlanden. Trier 1992, S. 455–473.
- Galina Golovina, Martin Hundt: Jenny Marx als „Geschäftsführer“. Eine neue Quelle zu Marx’ Mitarbeit an der New-York Tribune. In: MEGA Studien. 1996/2, Dietz Verlag, Berlin 1997, ISBN 3-320-01943-0, S. 109–112.
- Una carta de Jenny Marx. In: El Viejo Topo. Nr. 236, 2007, ISSN 0210-2706, S. 60–63.
- Rolf Hecker, Angelika Limmroth (Hrsg.): Jenny Marx. Die Briefe. Karl Dietz Verlag, Berlin 2014, ISBN 978-3-320-02297-6. Enthält alle bis 2013 bekannten 329 Briefe von und an Jenny Marx, darunter viele, die bisher noch nie veröffentlicht wurden. Alle fremdsprachigen Briefe sind ins Deutsche übersetzt. Inhaltsverzeichnis.
- Rolf Hecker, Angelika Limmroth: Ein bisher unveröffentlichter Brief von Jenny Marx aus Paris vom 26. Dezember 1843. In: Beiträge zur Marx-Engels-Forschung. Neue Folge 2020/21. Argument, Hamburg 2022, ISBN 978-3-86754-687-4, S. 133–144.

### Eintragung in dasConfession bookihrer Tochter Jenny
Jenny Marx trug sich 1865 in englischer Sprache in das Poesiealbum ihrer Tochter Jenny Caroline Marx ein.
| Frage                                                                   | Antwort                            |
| ----------------------------------------------------------------------- | ---------------------------------- |
| Ihre Lieblingstugend (Your favourite virtue)                            | Aufrichtigkeit (sincerity)         |
| … beim Mann (… in man)                                                  | Beharrlichkeit (perseverance)      |
| … Frau (… woman)                                                        | Zuneigung (affection)              |
| … Hauptmerkmal (… Chief characteristic)                                 | Empfindsamkeit (sensistiveness)    |
| Auffassung vom Glück (Idea of happiness)                                | Gesundheit (health)                |
| … Unglück (… misery)                                                    | Abhängigkeit (dependence)          |
| Das Laster, das Sie am ehesten entschuldigen (The vice you excuse most) | Unentschlossenheit (indecision)    |
| … ehesten verabscheuen (… detest most)                                  | Undankbarkeit (ingrattitude)       |
| Ihre Abneigung (Your aversion)                                          | Schulden (debts)                   |
| Lieblingsbeschäftigung (Favourite occupation)                           | Handarbeit (needle work)           |
| … Dichter (… Poet)                                                      | (Göthe)                            |
| Schriftsteller (Prose writer)                                           | Martin Luther.                     |
| Held (Hero)                                                             | Coriolanus                         |
| Heldin (Heroine)                                                        | Florence Nightingale               |
| Blume (Flower)                                                          | Rose (rose)                        |
| Farbe (Colour)                                                          | Blau (blue)                        |
| Lieblingsmaxime (Favourite maxime)                                      | Alles halb so schlimm (Never mind) |
| Motto (Motto)                                                           | Nil desperandum (Verzweifle nicht) |
| Jenny, Julia, Joan, Bertha Marx (1865)                                  |                                    |

### Biografien
- Boris Nikolajewski: Jenny Marx. Ein Lebensabriß. J. H. W. Dietz Nachf., Berlin 1931. (Separatabdruck aus Die Gesellschaft. 8. Jg., 1931, Nr. 12.)
- Otto Mänchen-Helfen, Boris Nikolajewsky: Karl und Jenny Marx. Ein Lebensweg. Der Bücherkreis, Berlin 1933.
- Luise Dornemann: Jenny Marx. Der Lebensweg einer Sozialistin. Deutscher Frauenverlag, Berlin 1953; 2., erweiterte und verbesserte Auflage, mit einem Geleitwort von Lucie Eggebrecht, Volksverlag, Weimar 1955. Weitere Ausgabe: Dietz Verlag, Berlin 1968, DNB 840663072; 10. Auflage ebenda 1984.
- Jenny Marx. Herausgegeben von Demokratischer Frauenbund Deutschlands, Berlin 1964, DNB 575008768.
- Polina Semenovna Vinogradskaja: Zenni Marks. Mysl’, Moskau 1964. (Полина Семеновна Виноградская: Женни Маркс (фон Вестфален). Мысль, Москва.)
- Johann Ludwig Graf Schwerin von Krosigk: Jenny Marx. Liebe und Leid im Schatten von Karl Marx. Eine Biographie nach Briefen, Tagebüchern und anderen Dokumenten. Staatsverlag, Wuppertal 1975, ISBN 3-87770-015-2.
- Heinz Frederick Peters: Die rote Jenny. Ein Leben mit Karl Marx. Kindler, München 1984, ISBN 3-463-00880-7 (Englisch: Red Jenny. A life with Karl Marx.).
- Ruth Zimmermann: Jenny Marx und ihre Töchter. Frauen im Schatten des Revolutionärs. Herder, Freiburg im Breisgau 1984 (= Herderbücherei. Band 1176), ISBN 3-451-08176-8.[138]
- Françoise Giroud: Trio infernale oder das Leben der Jenny Marx. Beltz, Weinheim 1994, ISBN 3-88679-230-7.[139]
- Angelika Limmroth: Jenny von Westphalen – Die Frau von Karl Marx (= Bodunger Beiträge. Heft 6). Großbodungen 2003, (3. veränderte und überarbeitete Auflage, Großbodungen 2006), ISBN 3-00-013060-8.
- Jörn Schütrumpf (Hrsg.): Jenny Marx oder: Die Suche nach dem aufrechten Gang. Karl Dietz Verlag, Berlin 2008, ISBN 978-3-320-02147-4.
- Ulrich Teusch: Jenny Marx. Die rote Baronesse. Rotpunktverlag, Zürich 2011, ISBN 978-3-85869-459-1.[140]
- Angelika Limmroth: Jenny Marx. Die Biografie. Karl Dietz Verlag, Berlin 2014, ISBN 978-3-320-02296-9. Die bisher einzige Biografie, die den gesamten Briefnachlass auswertet.
- Ulrich Kalmbach, Angelika Limmroth, Rolf Hecker: Jenny Marx 1814–1881. Eine couragierte Frau zwischen Salzwedel und London. Museen des Altmarkkreises, Salzwedel 2014, DNB 1047891468 (Katalog zur Dauerausstellung im Jenny-Marx-Haus).
- Marlene Ambrosi: Jenny Marx – Ihr Leben mit Karl Marx. Verlag Michael Weyand, Trier 2015, ISBN 978-3-942429-09-2.
- Marlene Ambrosi: Jenny Marx – eine bedeutende Frau. Verlag Michael Weyand, Trier 2017, ISBN 978-3-942429-25-2.
- Gerd Laudert: Karl Marx und Jenny von Westphalen 1842/43 in Kreuznach. Regionalhistorische Recherchen. In: Beiträge zur Marx-Engels-Forschung. Neue Folge 2020/21. Argument, Hamburg 2022, ISBN 978-3-86754-687-4, S. 117–132.

### Lexika
- Luise Dornemann: Marx, Jenny geb. von Westphalen. In: Geschichte der deutschen Arbeiterbewegung. Biographisches Lexikon. Dietz Verlag, Berlin 1970, S. 310–312.
- Heinz Monz: Westphalen, Johanne Bertha Julie Jenny. In: Trierer Biographisches Lexikon. Gesamtbearbeitung: Heinz Monz. Verlag der Landesarchivverwaltung Rheinland-Pfalz, Koblenz 2000, ISBN 3-931014-49-5, S. 503–504.

### Aufsätze
- Jenny Marx. In: Frauen der deutschen Revolution 1848. Zehn Lebensbilder. und ein Vorwort von Anna Blos. Kaden & Comp., Dresden. 1928.
- Mohr und General. Erinnerungen an Marx und Engels. 5. Auflage. Dietz Verlag, Berlin 1983 (2. durchges. Aufl. 1965).
- Wolfram Körner: Eine eigenhändige Krankengeschichte von Jenny Marx und ein Brief von Karl Marx. In: Beiträge zur Geschichte der Arbeiterbewegung. Dietz Verlag, Berlin 1966, Heft 1, S. 71–74.
- Bruno Kaiser: Jenny Marx als Theaterkritikerin. Zu einer bedeutsamen Wiederentdeckung. In: Beiträge zur Geschichte der Arbeiterbewegung. Berlin 1966, Heft 6, S. 1031–1042.
- Jenny Marx als Theaterkritikerin. In: Shakespeare-Jahrbuch. 105. Band. Kamp, Quelle & Meyer, Bochum/Heidelberg 1969, ISSN 0070-4326, S. 54–69.
- Emile Bottigelli: Sieben unveröffentlichte Dokumente von Friedrich Engels. In: Friedrich Engels. 1820–1870. Referate, Diskussionen, Dokumente. Redaktion: Hans Pelger. Verlag für Literatur und Zeitgeschehen, Hannover 1971, S. 319–325.
- Zur Persönlichkeit von Marx’ Schwiegervater Johann Ludwig von Westphalen. Trier 1973. (Schriften aus dem Karl-Marx-Haus. Heft 9.)
- Georg Eckert: Jenny Marx und die Familie Florencourt. Zufallsfunde aus Braunschweiger Archiven. S. 81–131 und 158–166.
- Ingrid Donner, Birgit Matthies: Jenny Marx über das Robert-Blum-Meeting am 9. November 1852 in London. In: Beiträge zur Marx-Engels-Forschung 4. Berlin 1978, S. 69–78. Digitalisat
- Irina Petschernikowa: Erziehung in der Familie Marx. Aus dem Russischen übersetzt von Helga Gutsche. Um eine Familienchronik und Fotobeilagen ergänzt von Dr. Harald Wessel. Volk und Wissen, Berlin 1978.
- Jörg H. Damm: Die Persönlichkeit Jennys. Porträt-Grafik, Original 1964 auf Karton, 42 × 30 cm. In: Altmärkischer Heimatkalender. 9. Jg., 1980. Hrsg.: Kreisleitung Salzwedel des Kulturbundes und Abteilung Kultur beim Rat des Kreises Salzwedel, Volksdruckerei Stendal, 1980.
- Gero von Wilcke: Jenny von Westphalen. Zur Genealogie der Frau und Kampfgefährtin Karl Marx’. In: Rudolstädter Heimathefte. Band 20, 1974, Heft 3/4, S. 44–57.
- Heinrich Gemkow: Erbschaftsverzichterklärung von Jenny Marx. In: Beiträge zur Geschichte der Arbeiterbewegung. Dietz Verlag, Berlin, 22. Jg., 1980, Heft 1, S. 59–62.
- Christa Krause: Geburtsanzeige von Marx’ Tochter Jenny. In: Beiträge zur Marx-Engels-Forschung 10. Berlin 1981, S. 115–116. Digitalisat
- Heinrich Detloff von Kalben: Jenny Marx geb. von Westphalen. Geburtshaus und Lebensweg an der Seite des Schöpfers des wissenschaftlichen Sozialismus. In: Aus der Altmark. 66. Jahresbericht des Altmärkischen Vereins für vaterländische Geschichte zu Salzwedel. Bremen 1986, S. 177–180. kompletter Jahresbericht.
- Wolfgang Schwalbach: Jenny Marx – bedeutendste Tochter der altmärkischen Stadt Salzwedel. Biographische Skizzen. Hrsg. Kommission zur Erforschung der örtlichen Geschichte der Arbeiterbewegung der SED-Kreisleitung Salzwedel. Volksdruckerei Stendal, Salzwedel 1987.
- Heinz Monz: Bad Kreuznacher Reminiszenzen an Karl Marx. In: Landeskundliche Vierteljahrsblätter. 34. Jg., 1988, Heft 2, S. 77–78.
- Manfred Kliem: Neue Presseveröffentlichungen von Jenny Marx über William Shakespeare und Henry Irving im „Sprudel“ von 1879 entdeckt. In: Beiträge zur Marx-Engels-Forschung 28. Berlin 1989, S. 198–216. (Digitalisat)
- Heinz Monz: Von Bad Kreuznach nach Baden-Baden. Verifizierung und Ambiente einer Hochzeitsreise. Landeskundliche Vierteljahrsblätter. Trier 1991, Heft 4 (Sonderdruck).
- Ulrich Kalmbach: Das Jenny-Marx-Haus Salzwedel. Hrsg. Museen der Stadt Salzwedel. Salzwedel 1992.
- Heinz Monz: Kein Postwertzeichen für Jenny Marx. Randbemerkungen zur Zeitgeschichte. In: Jahrbuch für westdeutsche Landesgeschichte. Koblenz, 31. Jg., 2005, S. 531–534.
- Heinrich Gemkow: Aus dem Leben einer rheinischen Familie im 19. Jahrhundert. Archivalische Funde zu den Familien von Westphalen und Marx. In: Jahrbuch für westdeutsche Landesgeschichte. 34. Jg., 2008, Sonderdruck, S. 497–524.
- Ulrich Kalmbach: Marx und Salzwedel. Zur Jenny-Marx-Ehrung in Salzwedel während der Zeit der DDR von 1949 bis 1989. In: Altmark-Blätter. Heimatbeilage der Altmark-Zeitung. Uelzen 2010. ISSN 0943-1144, Teil 1. Nr. 50 (11. Dezember 2010), S. 197–200, und Teil 2. Nr. 51 (18. Dezember 2010), S. 201–203.
- Erhard Kiehnbaum: Ein Tag im Leben der Jenny von Westphalen. In: Landeskundliche Vierteljahrsblätter. Trier, 59. Jg., 2013, Heft 3/4, S. 75–84. ISSN 0458-6905, Digitalisat Greifswald 2013 (PDF-Datei, 301 kB). Jenny von Westphalen an Marx in Bonn, Neuß, 13. September 1841.
- Johanna C. Neuling: Jenny – vertraute Unbekannte. Jenny Marx in Salzwedel. KulTour-Betrieb Salzwedel, Salzwedel 2014.
- Erhard Kiehnbaum: Jenny von Westphalen 1841 in Neuss. Zu Gast bei der Familie des Kommandeurs des Landwehr-Bataillons Major Friedrich von Homeyer – Ein Nachtrag. In: Novaesium. Neusser Jahrbuch für Kunst, Kultur und Geschichte. Neuss 2020, S. 349–358.

### Belletristik
- Gerhard Hardel: Jenny. Kinderbuchverlag, Berlin 1961. (10. Aufl. 1972.)
- Ein Rosenzweig. Salzwedeler Geschichten. Jenny Marx zum 150. Geburtstag gewidmet. Deutscher Kulturbund, Kreisvorstand Salzwedel. Salzwedel 1964.
- Helmut Meyer: Franziska und der Student aus Trier. Kinderbuchverlag, Berlin 1973. (7. Aufl. 1979.)
- Günter Kaltofen, Hans Pfeiffer: Salut an Alle. Marx. Ein Stück nach Briefen von Karl und Jenny Marx und Friedrich Engels. Henschel, Berlin 1976.
- Wjatscheslaw Manjewski: Karl und Jenny Marx. Stück in zwei Akten. Deutsch von Günter Jäniche. In: Theater der Zeit. Zeitschrift für Politik und Theater. Band 38. Theater der Zeit, Berlin 1983, Heft 3, März, S. 64–71, ISSN 0040-5418.

## Filme
- Jenny Marx – Die rote Baronesse. Dokumentarfilm, Deutschland, 2014, Buch und Regie: Marina Farschid, Produktion: Studio Dresden, MDR, Erstsendung: 13. Februar 2014 bei MDR, Inhaltsangabe (Memento vom 24. Februar 2014 im Internet Archive) von MDR.

- Jenny Marx. (OT: Jenny Marx, la femme du diable.) Fernseh-Spielfilm, Frankreich, 1993, 93 Min., Buch: Françoise Giroud (Roman), Pascal Lainé (Drehbuch), Regie: Michel Wyn, Produktion: France 2,  Société Française de Production (SFP), Société d’Edition et de Programmes de Télévision,  Erstsendung: 20. September 1993, deutsche Erstsendung: 29. August 1997 bei arte, Inhaltsangabe von IMDb, u. a. mit Marie-Christine Barrault als Jenny Marx, Carlo Brandt als Karl Marx, Jean-Paul Comart als Friedrich Engels, Eva-Maria Meineke als Henriette Marx.

- Liebesbriefe. DEFA-Dokumentarfilm, DDR, 1982, Regie: Uwe Belz[141]

## Bilder, die nicht Jenny Marx darstellen

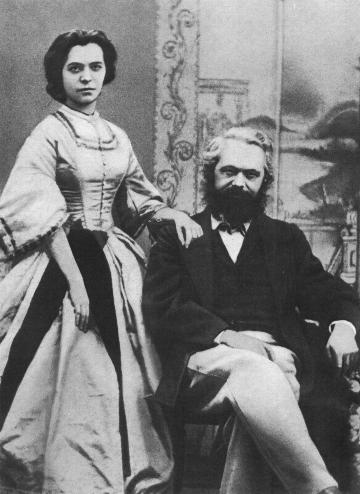
Tochter Jenny Caroline Marx (1864) links mit ihrem Vater Karl Marx.
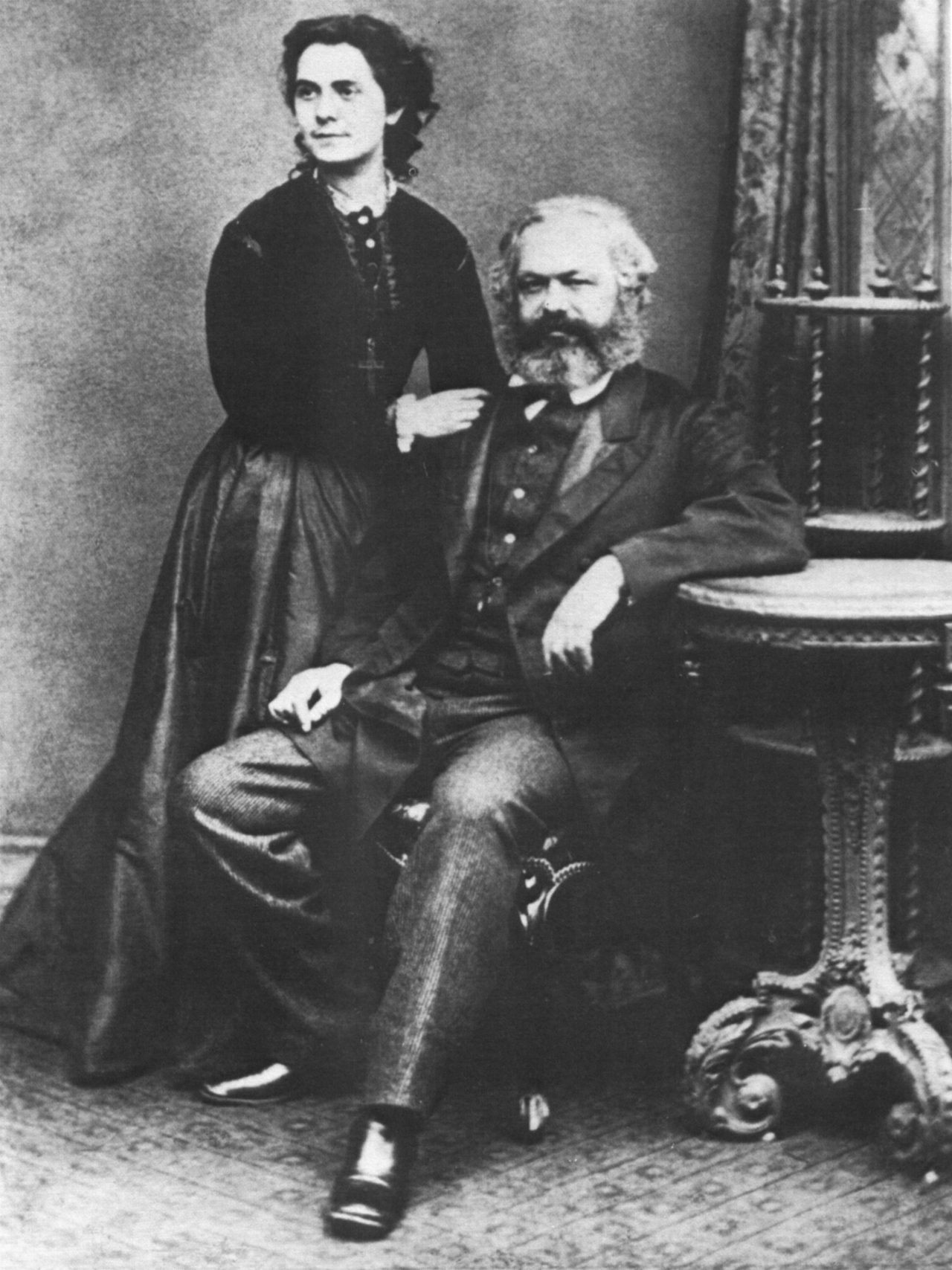
Tochter Jenny Caroline Marx. Fotografie von German Fehrenbach, London, Januar 1869.
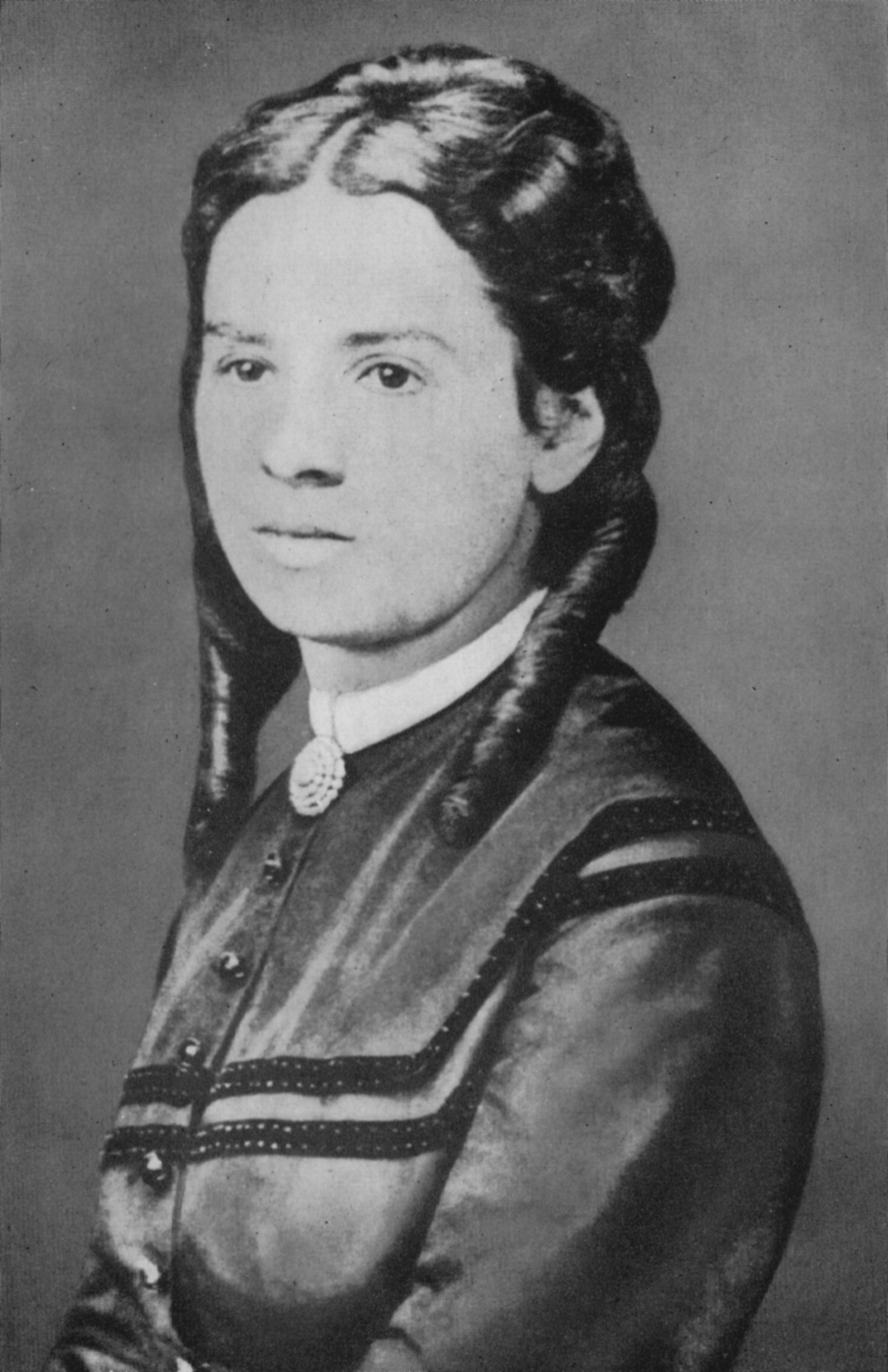
Gertrud Kugelmann, Ehefrau von Louis Kugelmann. Fotograf Julius Giere, Hannover.

- Boris Rudjak: Eine erstaunliche Verwechslung. In: Marx-Engels-Forschungsberichte. Heft 6, Karl-Marx-Universität Leipzig, Leipzig 1990, S. 159–164. Digitalisat Über die Fotografien, die Jenny Marx und/oder ihre Tochter Jenny Longuet darstellen sollen, aber in Wirklichkeit Gertrud und Franziska Kugelmann darstellen.
- Boris Rudjak: Ein Irrtum ist zu korrigieren. Über fünf Photographien, die [als] Portraits der Frau und der ältesten Tochter von Karl Marx bekannt wurden. In: Marx-Engels-Jahrbuch. Band 13, Dietz Verlag, Berlin 1990, S. 320–328. Digitalisat Diese Bilder stellen Gertrud und Franziska Kugelmann dar und nicht Jenny Marx und ihre Tochter Jenny wie häufig angenommen.
- Familie Marx privat. Die Foto- und Fragebogen-Alben von Marx’ Töchtern Laura und Jenny. Eine kommentierte Faksimile-Edition hrsg. von Izumi Omura, Valerij Fomičev, Rolf Hecker und Shun-ichi Kubo. Akademie Verlag, Berlin 2005, ISBN 3-05-004118-8, S. 78 f.^